# 赖斯·恩格尔霍恩博物馆群
赖斯·恩格尔霍恩博物馆群(REM)，是一個位在德國曼海姆的博物館群，由數個博物館構成，占地11,300平方（122,000平方英尺），是德國南部最大的公共博物館 。
2015年，REM狀告維基媒體基金會(WMF)與德國維基媒體協會，認為後兩者在其维基媒体计划中聲稱REM所收購的作品圖片屬於公有领域，並放在維基共享資源，已經侵害了REM的權益。2016年6月，柏林法院判決REM勝訴，WMF將不可再使用REM擁有的圖片，維基媒體已表示將委任律師向柏林上訴法院提出上訴。